# كأس التحدي الآسيوي 2014
كأس التحدي الآسيوي 2014 كان النسخة الخامسة والأخيرة ل‍كأس التحدي الآسيوي، وهي منافسة كرة قدم دولية من أجل البلدان الأعضاء في الاتحاد الآسيوي لكرة القدم التي صنفت بشكل رئيسي ك‍«بلدان صاعدة» في برنامج رؤية آسيا المنتهي الآن. وقد حدثت البطولة في الفترة من 19 إلى 30 مايو 2014. الفائزة، فلسطين، تأهلت إلى كأس آسيا 2015.

## المضيف
قرر الاتحاد الآسيوي بأن مكان تأهل تلقائي سيكون معطى إلى مضيف البطولة ابتداء من هذه النسخة. ثم أعربت أربعة بلدان عن اهتمامها بتقديم عطاءات لاستضافة البطولة: الهند، المالديف، الفلبين، وطاجيكستان. أعلن الاتحاد الآسيوي في 13 نوفمبر 2012 بأن الفلبين والمالديف كانت في القائمة المختصرة النهائية لاستضافة النهائيات. القرار النهائي أخذ في اجتماع لجنة مسابقات الاتحاد الآسيوي في 28 نوفمبر 2012، وحقوق الاستضافة أعطت إلى المالديف. ثم ادعت وزارة الشباب والرياضة في المالديف بأنهم أرادوا استضافة البطولة بسبب ضعف المرافق التي صادفوها في كأس التحدي الآسيوي 2012 الذي تأهلت إليه المالديف ونافست فيه.
في منتصف شهر نوفمبر 2013، أعلن رئيس الاتحاد الآسيوي سلمان بن إبراهيم آل خليفة بأن الفلبين ستكون المضيف البديل «إذا سار شيء بشكل خاطئ في المالديف.» بحلول 25 نوفمبر، اقترح الاتحاد الآسيوي – بانتظار قبول اللجنة التنفيذية – نقل البطولة من المالديف إلى الفلبين إذا لم تبدأ المالديف عمل الترميم المطلوب بحلول 15 ديسمبر 2013. ثم فتش الاتحاد الآسيوي أماكن محتملة في الاتحاد الفلبيني لكرة القدم بأنهم سيكونون على استعداد لاستضافة البطولة إذا ما أعطيت لهم الإشارة. على الرغم من هذا، قالت وزارة الشباب والرياضة في المالديف إنهم سيفعلون كل ما هو ضروري لاستضافة البلاد للبطولة. في 7 يناير 2014، أعلن الاتحاد الآسيوي بأن المالديف ستبقى كمضيف لكأس التحدي الآسيوي 2014.

## الأماكن
بعد أن منحت المالديف حقوق استضافة البطولة، صرحت وزارة الشباب والرياضة في المالديف أنه يستم استخدام الأماكن المدرجة أدناه لكن الترميمات ستكون مطلوبة. ثم بدأت الترميمات في منتصف يناير 2014 وكان من المتوقع أن تكتمل في غضون 90 يوما. في احتفال في 12 مايو، سلم الملعب الوطني إلى وزارة الشباب والرياضة وافتتحه الرئيس عبد الله يمين. كما أعيد وصف الملعب بأنه ملعب كرة القدم الوطني. في احتفال آخر بعد ست أيام في المكان الثاني، الذي كان يعرف أصلا باسم ملعب منطقة هيثادهو، سلم وافتتح من قبل الرئيس السابق مأمون عبد القيوم. كما أعيد توصيفه باسم ملعب أدو لكرة القدم.
| ملعب كرة القدم الوطني                             | ملعب أدو لكرة القدم                                |
| 4°10′26.7″N 73°30′47.1″E / 4.174083°N 73.513083°E | 0°38′28.68″S 73°8′28.8″E / 0.6413000°S 73.141333°E |
| السعة: 13,000 (مرمم)                              | السعة: 5,000 (مرمم)                                |
|                                                   |                                                    |

## التصفيات
أجريت قرعة التصفيات في 11 ديسمبر 2012 في بيت الاتحاد الآسيوي في كوالالمبور، ماليزيا. وقد سحبت الفرق المشاركة في قرعة التصفيات في خمس مجموعات من أربعة فرق. فائزو المجموعة الخمس زائد أفضل الفريقين في المرتبة الثانية تأهلا للنهائيات. استثنيت كوريا الشمالية، بطلة عامي 2010 و2012، من المشاركة في كأس التحدي الآسيوي 2014.

### الفرق المتأهلة
| الفريق     | تأهل بصفته          | تأهل في        | المظاهر السابقة في البطولة |
| ---------- | ------------------- | -------------- | -------------------------- |
| المالديف   | المضيف              | 28 نوفمبر 2012 | 1 (2012)                   |
| أفغانستان  | متصدر المجموعة ج    | 6 مارس 2013    | 2 (2006، 2008)             |
| ميانمار    | متصدر المجموعة أ    | 6 مارس 2013    | 2 (2008، 2010)             |
| فلسطين     | متصدر المجموعة د    | 6 مارس 2013    | 2 (2006، 2012)             |
| لاوس       | أفضل فريق وصيف      | 21 مارس 2013   | 0 (الظهور لأول مرة)        |
| قرغيزستان  | متصدر المجموعة ب    | 21 مارس 2013   | 2 (2006، 2010)             |
| الفلبين    | متصدر المجموعة ر    | 26 مارس 2013   | 2 (2006، 2012)             |
| تركمانستان | ثاني أفضل فريق وصيف | 26 مارس 2013   | 3 (2008، 2010، 2012)       |

## القرعة
الفرق المشاركة الثمان سحبت في اثنين من أقواس مرحلة المجموعات. للاستعداد لهذا، الفرق فصلت في أربع من أوعية الفريقين كل مستندة على أدائهم في نسخة 2012 للبطولة باستثناء المضيف يوضع في وعاء 1. أجريت القرعة النهائية في منتجع جزيرة الجنة في المالديف في 12 فبراير 2014.
| الوعاء 1                       | الوعاء 2         | الوعاء 3              | الوعاء 4       |
| ------------------------------ | ---------------- | --------------------- | -------------- |
| المالديف (المضيف) · تركمانستان | الفلبين · فلسطين | قرغيزستان · أفغانستان | لاوس · ميانمار |

## التشكيلات
كل فريق يمكن أن يسمي تشكيلة من 23 لاعب.

## مرحلة المجموعات

### معايير كسر التعادل
إن الفرق مصنفة استنادا إلى نقاط (3 نقاط لفوز، نقطة 1 لتعادل، 0 نقاط لخسارة) وكسر التعادل في الترتيب التالي:
1. العدد الأعظم للنقاط حصل عليه في مباريات المجموعة بين الفرق المعنية؛
2. نتاج فارق الأهداف من مباريات المجموعة بين الفرق المعنية؛
3. العدد الأعظم للأهداف أحرز في مباريات المجموعة بين الفرق المعنية؛
4. فارق الأهداف في كل مباريات المجموعة؛
5. العدد الأعظم للأهداف أحرز في كل مباريات المجموعة؛
6. الركلات من علامة الجزاء إذا كان الأمر يتعلق بفريقين فقط وكلاهما في مجال اللعب؛
7. النتيجة الأقل التي تم حسبها استنادا إلى عدد البطاقات الصفراء والحمراء الواردة في مباريات المجموعة؛ (نقطة 1 لكل بطاقة صفراء، 3 نقاط لكل بطاقة حمراء كنتيجة لبطاقتين صفراءتين، 3 نقاط لكل بطاقة حمراء مباشرة، 4 نقاط لكل بطاقة صفراء تلت ببطاقة حمراء مباشرة)
8. سحب القرعة.

- كل الأوقات ـ عـ مـ+5.

### المجموعة أ
| م | الفريق       | لعب | ف | ت | خ | أ.له | أ.ع | أ.ف | نقاط | التأهل                     |
| - | ------------ | --- | - | - | - | ---- | --- | --- | ---- | -------------------------- |
| 1 | فلسطين       | 3   | 2 | 1 | 0 | 3    | 0   | +3  | 7    | التقدم لمرحلة خروج المغلوب |
| 2 | المالديف (H) | 3   | 1 | 1 | 1 | 4    | 3   | +1  | 4    | التقدم لمرحلة خروج المغلوب |
| 3 | قرغيزستان    | 3   | 1 | 0 | 2 | 1    | 3   | −2  | 3    |                            |
| 4 | ميانمار      | 3   | 1 | 0 | 2 | 3    | 5   | −2  | 3    |                            |

| فلسطين                      | 1–0   | قرغيزستان |
| --------------------------- | ----- | --------- |
| - عبد الحميد أبو حبيب 90+6' | تقرير |           |

| المالديف                         | 2–3   | ميانمار                                        |
| -------------------------------- | ----- | ---------------------------------------------- |
| - محمد عمير 55' - علي أشفق 90+6' | تقرير | - كياو كو كو 39'، 90+5' - نيين تشان أونغ 45+1' |

| ميانمار | 0–2   | فلسطين                                       |
| ------- | ----- | -------------------------------------------- |
|         | تقرير | - عبد الحميد أبو حبيب 45+4' - أشرف نعمان 50' |

| قرغيزستان | 0–2   | المالديف            |
| --------- | ----- | ------------------- |
|           | تقرير | - علي أشفق 61'، 71' |

| المالديف | 0–0   | فلسطين |
| -------- | ----- | ------ |
|          | تقرير |        |

| قرغيزستان               | 1–0   | ميانمار |
| ----------------------- | ----- | ------- |
| - فلاديمير فيريفكين 18' | تقرير |         |

### المجموعة ب
| م | الفريق     | لعب | ف | ت | خ | أ.له | أ.ع | أ.ف | نقاط | التأهل                     |
| - | ---------- | --- | - | - | - | ---- | --- | --- | ---- | -------------------------- |
| 1 | الفلبين    | 3   | 2 | 1 | 0 | 4    | 0   | +4  | 7    | التقدم لمرحلة خروج المغلوب |
| 2 | أفغانستان  | 3   | 1 | 2 | 0 | 3    | 1   | +2  | 5    | التقدم لمرحلة خروج المغلوب |
| 3 | تركمانستان | 3   | 1 | 0 | 2 | 6    | 6   | 0   | 3    |                            |
| 4 | لاوس       | 3   | 0 | 1 | 2 | 1    | 7   | −6  | 1    |                            |

| تركمانستان | 5–1   | لاوس                   |
| --- | ----- | ---------------------- |
| - دولت بايراموف 42' - ديدار دوردييف 50' (ركلة.)، 85' - فاثانا كيودوانغديث 55' (هـ.ذ.) - بختيار خوجاأحمدوف 87' | تقرير | - كامفينغ سايافوثي 34' |

| الفلبين | 0–0   | أفغانستان |
| ------- | ----- | --------- |
|         | تقرير |           |

| لاوس | 0–2   | الفلبين                               |
| ---- | ----- | ------------------------------------- |
|      | تقرير | - سيموني روتا 41' - باتريك رايشلت 63' |

| أفغانستان                                                   | 3–1   | تركمانستان           |
| ----------------------------------------------------------- | ----- | -------------------- |
| - ذهيب إسلام أميري 45+1' - أحمد هاتفي 61' - فيصل شايسته 86' | تقرير | - سليمان موهادوف 64' |

| تركمانستان | 0–2   | الفلبين                                  |
| ---------- | ----- | ---------------------------------------- |
|            | تقرير | - فيل يونغهازبند 49' - باتريك رايشلت 73' |

| أفغانستان | 0–0   | لاوس |
| --------- | ----- | ---- |
|           | تقرير |      |

## مرحلة خروج المغلوب
|  | نصف النهائي      | نصف النهائي |   |           | النهائي       | النهائي |  |
|  |                  |             |   |           |               |         |  |
|  | 27 مايو          |             |   |           |               |         |  |
|  | فلسطين           | 2           |   |           |               |         |  |
|  | أفغانستان        | 0           |   |           |               |         |  |
|  |                  |             |   |           |               |         |  |
|  |                  |             |   |           | 30 مايو       |         |  |
|  |                  |             |   |           | فلسطين        | 1       |  |
|  |                  | الفلبين     | 0 |           |               |         |  |
|  |                  |             |   |           |               |         |  |
|  |                  |             |   |           |               |         |  |
|  |                  |             |   |           | المركز الثالث |         |  |
|  | 27 مايو          | 27 مايو     |   | 29 مايو   | 29 مايو       |         |  |
|  | الفلبين (ب.و.إ.) | 3           |   | أفغانستان | 1 (7)         |         |  |
|  | المالديف         | 2           |   |           | المالديف (ج.) | 1 (8)   |  |

### نصف النهائي
| فلسطين                        | 2–0   | أفغانستان |
| ----------------------------- | ----- | --------- |
| - أشرف نعمان 43' (ركلة.)، 47' | تقرير |           |

| الفلبين                                                     | 3–2 (ب.و.إ.) | المالديف                                |
| ----------------------------------------------------------- | ------------ | --------------------------------------- |
| - فيل يونغهازبند 19' - جيري لوسينا 38' - كريس غريتويتش 104' | تقرير        | - محمد عمير 36' - أسد الله عبد الله 66' |

### مباراة فصلة للمركز الثالث
| أفغانستان              | 1–1 (ب.و.إ.) | المالديف         |
| ---------------------- | ------------ | ---------------- |
| - حميد الله كريمي 114' | تقرير        | - علي فاسير 118' |

### النهائي
| فلسطين           | 1–0   | الفلبين |
| ---------------- | ----- | ------- |
| - أشرف نعمان 59' | تقرير |         |

## الإحصائيات

### الفائز
| بطل كأس التحدي الآسيوي 2014 |
| --------------------------- |
| · فلسطين · للمرة الأولى     |

### جوائز اللاعبين
- أفضل هداف:  أشرف نعمان[27]
- أكثر لاعب قيم:  مراد إسماعيل[27]

### الهدافون
4 أهداف
- أشرف نعمان

3 أهداف
- علي أشفق

هدفان
- محمد عمير
- كياو كو كو
- عبد الحميد أبو حبيب
- باتريك رايشلت
- فيل يونغهازبند
- ديدار دوردييف

هدف
- ذهيب إسلام أميري
- أحمد هاتفي
- حميد الله كريمي
- فيصل شايسته
- فلاديمير فيريفكين
- كامفينغ سايافوثي
- أسد الله عبد الله
- علي فاسير
- نيين تشان أونغ
- كريس غريتويتش
- جيري لوسينا
- سيموني روتا
- دولت بايراموف
- بختيار خوجاأحمدوف
- سليمان موهادوف

هدف ذاتي
- فاثانا كيودوانغديث (لعب ضد تركمانستان)

## إحصائيات الفرق
يظهر هذه الجدول كل أداء الفرق. المباريات التي انتهت في ركلات الجزاء الترجيحية اعتبرت تعادل
| م | الفريق     | لعب | ف | ت | خ | أ.له | أ.ع | أ.ف | نقاط | النتيجة النهائية           |
| - | ---------- | --- | - | - | - | ---- | --- | --- | ---- | -------------------------- |
| 1 | فلسطين     | 5   | 4 | 1 | 0 | 6    | 0   | +6  | 13   | البطل                      |
| 2 | الفلبين    | 5   | 3 | 1 | 1 | 7    | 3   | +4  | 10   | الوصيف                     |
| 3 | المالديف   | 5   | 1 | 2 | 2 | 7    | 7   | 0   | 5    | المركز الثالث              |
| 4 | أفغانستان  | 5   | 1 | 3 | 1 | 4    | 4   | 0   | 6    | المركز الرابع              |
|   |            |     |   |   |   |      |     |     |      |                            |
| 5 | تركمانستان | 3   | 1 | 0 | 2 | 6    | 6   | 0   | 3    | الإقصاء في مرحلة المجموعات |
| 6 | قرغيزستان  | 3   | 1 | 0 | 2 | 1    | 3   | −2  | 3    | الإقصاء في مرحلة المجموعات |
| 7 | ميانمار    | 3   | 1 | 0 | 2 | 3    | 5   | −2  | 3    | الإقصاء في مرحلة المجموعات |
| 8 | لاوس       | 3   | 0 | 1 | 2 | 1    | 7   | −6  | 1    | الإقصاء في مرحلة المجموعات |

## الملاحظات
1. ↑  البداية أخرت من 21:00 بسبب الأمطار.

## وصلات خارجية
- كأس التحدي الآسيوي, the-AFC.com